# Акт о возврате к платежам драгметаллами
Акт о возврате к платежам драгметаллами (англ. Specie Payment Resumption Act, 1875) — американский закон от 17 января 1875 года. Восстанавливал действие золотого стандарта с целью прекращения инфляции после окончания Гражданской войны в США. Привёл к сокращению денежной массы. По мнению критиков, явился усугубляющим фактором так называемой «Долгой депрессии», начавшейся в 1873 году.

## История
В конце 1861 года, стремясь найти средства на ведение войны с Югом, не истощая свои запасы золота и серебра, федеральное правительство Соединённых Штатов приостановило выплаты металлическими деньгами, а также обмен банкнот на золото и серебро. В начале 1862 года правительство начало выпускать доллары, не подлежащие обмену на золото (т. н. «зелёные»). К концу войны их было выпущено на сумму 431 млн. Было также выдано разрешение на выпуск ещё 50 млн долларов мелкими купюрами, известными как «мозольные пластыри». Выпуск бумажных долларов вызвал инфляцию.
Сразу после Гражданской войны произошёл большой приток капитала в США и общее улучшение соотношения экспорта и импорта, поскольку ориентированная на экспорт экономика Юга была реинтегрирована с Севером. Летом 1873 года Казначейство Соединённых Штатов продало золото на $14 миллионов долларов. Национальные банки также увеличили выпуск банкнот на 44 млн долл.. Отказ нескольких железнодорожных компаний, включая Jay Cooke &amp; Company, платить по своим облигациям привёл к оттоку капитала из США в Европу и ослабил спрос на доллары, что привело к биржевой панике 1873 года. Всё это обесценило национальную валюту. Напряжённость между кредиторами и должниками привела к возобновлению дебатов о возврате обязательных платежей в драгметаллах.
Консерваторы и кредиторы выступали за возврат к «твёрдым деньгам» и введение золотого стандарта для национальной валюты. Сторонники «Закона о возобновлении» утверждали, что паника 1873 года могла бы не возникнуть, если бы в казначействе Соединённых Штатов было достаточно запасов золота, как это было бы в случае возобновления принятия платежей в золоте.
Против закона выступала коалиция аграриев и наёмных работников. Эти группы рассматривали панику 1873 года как результат недостатка денежной массы, которая должна была использоваться для стимулирования роста производства на Юге и Западе. Эти регионы полагались на дешёвые деньги — то есть на низкие процентные ставки — для финансирования экономического роста. Другие сторонники мягких денег включали спекулянтов золотом и железнодорожников. Коллис П. Хантингтон и другие железнодорожные лидеры призвали к дальнейшей эмиссии доллара в свете суровых условий бизнеса, которые затрудняли выполнение долговых обязательств. Для промышленности рост цен на золото делал внутренние цены более низкими по сравнению с импортными ценами, поскольку многие европейские валюты, включая английский фунт были привязаны к золоту. Таким образом, дальнейшая эмиссия бумажного доллара искусственно поддерживала промышленность, ориентированную на внутренний рынок.
После победы демократов на выборах в Конгресс в 1874 году республиканцы, перед тем как лишиться большинства, 14 января 1875 года приняли Закон о возобновлении платежей в драгметаллах. Закон обязывал министра финансов менять доллары на золото, начиная с 1 января 1879 года, но не предусматривал конкретного механизма выкупа. Тем не менее, Закон позволил минфину пополнять золотой запас либо через профицит федерального бюджета, либо путем выпуска государственных облигаций. Достаточный золотой запас позволял демпфировать колебания потоков драгметаллов и обеспечивал возможность обмена банкнот на золото. Закон также отменил плату за сеньораж при чеканке золота и заменил все ещё существующую дробную валюту на серебро. Кроме того, Закон снял ограничения на выпуск банкнот, что получило название «свободный банкинг». В результате общее количество долларов в обращении упало с 382 млн долл. в конце 1874 г. до 300 млн после принятия Закона.
Акт о возобновлении горячо обсуждался во время президентских выборов 1880 года; большинство западных политиков выступили против него. Платежи в драгметаллах возобновились во время президентства Резерфорда Б. Хейса. После начала экономического подъёма в 1877 году министр финансов Джон Шерман накопил золотой запас, достаточный для выкупа оставшихся «гринбэков», главным образом поступавших из Европы. К 1 января 1879 года Шерман выделил фонд выкупа в размере 133 млн долл., полученных в результате продажи облигаций в Европе и за счет профицита казначейства. Однако, когда люди обнаружили, что бумажные доллары устойчиво обмениваются на золото по курсу один к одному, стремление к обмену иссякло.

## Оценки
Реакция на последствия Закона была смешанной, поскольку он представлял собой компромисс между сторонниками «твёрдых» и «мягких» денег. Милтон Фридман и Анна Дж. Шварц утверждают, что Закон не оказал влияния на фактическое возобновление платежей за драгметаллы, а лишь вселил уверенность бизнеса в таком возобновлении.